# Гамелейра (Пернамбуку)
Гамелейра (порт. Gameleira) — муниципалитет в Бразилии, входит в штат Пернамбуку. Составная часть мезорегиона Мата-Пернамбукана. Входит в экономико-статистический микрорегион Мата-Меридиунал-Пернамбукана. Население составляет 26 404 человека на 2007 год. Занимает площадь 258 км². Плотность населения — 102 чел./км².
Праздник города — 13 декабря.

## История
Город основан 11 июля 1867 года.

## Статистика
- Валовой внутренний продукт на 2005 год составляет 67 882 000 реалов (данные: Бразильский институт географии и статистики).
- Валовой внутренний продукт на душу населения на 2005 год составляет 2539 реалов (данные: Бразильский институт географии и статистики).
- Индекс развития человеческого потенциала на 2000 год составляет 0,59 (данные: Программа развития ООН).

## География
Климат местности: субтропический гумидный. В соответствии с классификацией Кёппена, климат относится к категории As´.